# Жаби в культурі

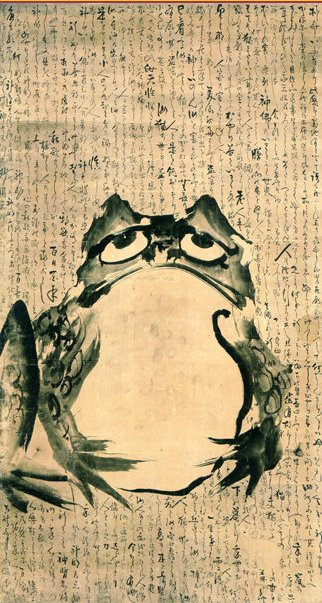

Жаби в культурі — використання образу жаб у культурі.
Жаби посідають чільне місце у фольклорі і казках, починаючи з народних казок і до сучасної поп-культури, де жаб представляють як позитивних, але потворних і незграбних істот, часто з прихованими талантами. Чільне місце також посідає тема трансформації жаб.
Жаби є популярним предметом наукових експериментів.
Жаби також використовуються як символ огиди через їхню вологу шкіру.
Жаб їдять, зокрема, у Франції. Таким чином, жаби іноді використовуються для представлення французького народу.